# 비닐하우스 (희곡)
《비닐하우스》는 오태석(1941-    )의 작품이다. 오태석연극제의 두번째 공연이다. 극단 목화·레퍼토리컴퍼니, 이윤택 연출. 전쟁과 공해로 얼룩진 후기산업사회를 배경으로 위선적인 공동선을 표방하는 거대한 조직에 순치되고 파괴되어가는 인간군상을 보여준다.  비닐하우스는 엄청난 재난에 대비하여 국민들이 집단으로 채혈하는 곳, 사람들은 마치 입영영장을 받듯이 헌혈통지서를 받고 이 곳에 와서 저마다 할당된 양의 피를 뽑는데, 국민적 합의로 세워졌다는 이 기관이 자율과 자발보다는 강요와 통제에 의해 통치된다. 헌혈자들은 죄수 취급을 당하여 이름 대신 번호로 불리고 비닐하우스의 화초같이 고분고분해지도록 사육된다. 세속적이지만 아직도 정의감과 인간미를 지니고 있는 청과시장 중매인이 비닐하우스에 침입하여 조직의 비리와 싸워 마침내 승리한 뒤 수용소를 탈출하기까지의 과정을 다룬 극이다. 마지막 장면의 처리를 놓고 연출자와 작가 사이에 있었던 논쟁이 극계의 관심을 끌기도 했었는데, 원래 오태석은 이 침입자마저 조직이 보낸 역정보원으로 설정하였으나 이윤택은 관객의 신뢰를 배반할 수 없다면서 작가의 안을 무시하고 매우 낙관적으로 극을 마무리지었다.